# エネルギー安全保障
エネルギー安全保障（エネルギーあんぜんほしょう、英: energy security）とは、国民生活、社会経済活動のために、環境への影響を考慮しつつ、必要十分なエネルギーを合理的な価格で継続的に確保することである。エネルギーの需要と供給は各国の最重要政策の一つであり、その安定的な確保のために資源獲得競争が行われている。短期的視点から見ればエネルギー安全保障とは突発的なエネルギー需給の変化に即時的に対応することのみを指すが、長期的視点から見るとエネルギー安全保障とは経済発展や環境保全を考慮に入れた上でエネルギー供給のために必要な投資を適宜行うことまでを目指すものである。国際エネルギー機関はこれを主要な目的の一つとしている。

## 日本
日本は、世界第4位のエネルギー消費大国である。日本のエネルギー自給率は、わずか8%である。エネルギーの80%以上を外国に依存し、その約半分を占める石油は99%以上を輸入しているため、その安定供給の確保（エネルギー安全保障）は、日本の外交政策の重要な課題である。ウランは輸入に頼るがエネルギー密度が桁違いに高く、石油や石炭のような化石燃料よりも長期間にわたる備蓄が可能である。そのため、国産エネルギーとして計算が可能だとされている。原エネルギー自給率(原エネルギー自給率て何？)が石油危機以後から原子力発電によって2010年に20%まで上昇した。2011年以降に相次いで停止したが、原発を再稼働した後において8%台であり、衆目に注視されやすい食料自給率の割合値よりも低いままである。

## ウクライナ
ウクライナはロシアからのパイプラインにエネルギーを依存している。そのため、ウクライナ東部やクリミア併合を認めないのは反抗的だとして報復措置として2018年の真冬に天然ガス供給を停止してウクライナ国民が凍える事態になっている。